# L'ascensore ansiogeno
L'ascensore ansiogeno (The Ersatz Elevator) è il sesto libro della serie Una serie di sfortunati eventi, la serie di libri per ragazzi scritta da Lemony Snicket.

## Trama
Il romanzo inizia con gli orfani Baudelaire diretti insieme al signor Poe a fare visita ai loro nuovi tutori. Si recano quindi al 667 di Viale Oscuro, un luogo molto vicino alla vecchia casa dei tre orfani. Arrivati scoprono che i Jerome ed Esmé Squalor, i loro nuovi tutori, vivono all'ultimo piano di un edificio altissimo. Il portiere spiega ai ragazzi che non possono prendere l'ascensore poiché in quel momento viene considerato out, ovvero fuori moda, e perciò gli orfani sono costretti a salire le scale non illuminate, anche perché in quel momento il buio è molto in. Poe allora lascia per l'ennesima volta gli orfani al loro destino e, dovendo andare con l'elicottero alla ricerca dei Pantano, se ne va. I ragazzi iniziano allora la loro faticosa camminata ed arrivano finalmente all'ultimo piano. Apre loro la porta Jerome Squalor, che li accoglie molto gentilmente e offre loro un Martini acqueo, una bevanda molto in. Entra a questo punto nella stanza Esmé Gigi Geniveve Squalor, una donna molto alla moda, che rivela di aver accettato di prendersi cura dei ragazzi perché non gli orfani al momento erano molto in. 
Jerome comunque dice di non essere interessato a ciò che è in o out ed è molto contento di prendersi cura dei Baudelaire. Pochi minuti dopo Esmè viene a sapere dalla telefonata di un'amica che la luce è tornata in, quindi comincia ad aprire tutte le finestre e i balconi della casa, rendendo felice Jerome che non amava granché il buio. Jerome mostra allora agli orfani il suo enorme appartamento ed assegna loro tre stanze. Il giorno successivo Esmè regala agli orfani degli abiti gessati enormi, che i ragazzi fanno finta di gradire, e li avvisa di star preparando l'asta in, dove sarebbero stati messi all'asta gli oggetti più alla moda. Sarebbe venuta quella sera ad aiutarla Gunther, un banditore d'asta, quindi i ragazzi e Jerome sarebbero dovuti andare a mangiare fuori. Quando arriva però Gunther i ragazzi si rendono conto che il banditore altri non è che il Conte Olaf. I ragazzi avvisano del fatto gli Squalor che però non credono alle loro parole e Jerome, per evitare discussioni con Esmè, porta i ragazzi al Caffè Salmonella. I ragazzi tentano disperatamente di far credere a Jerome la loro storia, ma questi arriva persino ad accusarli di xenofobia, vista la parlata da straniero di Olaf. 
Tornati a casa il portiere dice loro di non salire, dal momento che Gunther non era ancora sceso. Jerome riesce però a convincerlo a farli passare, dicendo che probabilmente Gunther stava scendendo le scale. Salendo non incontrano Gunther e scoprono che lui non è neanche in casa. Profondamente angosciati la mattina dopo i Baudelaire perlustrano l'appartamento ma non trovano niente. Origliano persino dietro tutte le porte del palazzo nella speranza di sentire Olaf parlare, ma la loro ricerca è infruttuosa. Salendo si rendono conto però che nell'ultimo piano vi sono due porte per l'ascensore, mentre nel palazzo c'è soltanto un ascensore. Capiscono così che il falso ascensore è il nascondiglio di Olaf e decidono di entrarvi durante la notte. Così, dopo aver creato una corda, i Baudelaire terrorizzati scendono nella scurissima galleria. Scesi trovano con loro grande sorpresa i Pantano imprigionati. I Pantano dicono loro che Olaf li avrebbe messi l'indomani all'asta dentro un oggetto misterioso e un suo complice li avrebbe comprati e portati in un'isola per appropriarsi del loro patrimonio. 
I Baudelaire promettono di liberarli, risalgono la galleria e in casa fondono nel forno degli attizzatoi, con la speranza di forzare la gabbia dei Pantano. Però dopo essere scesi un'altra volta, scoprono che i Pantano non ci sono più. Allora risalgono in preda al panico la lunghissima e buia galleria. Arrivati in casa Klaus inizia a cercare nel catalogo degli oggetti dell'asta in l'oggetto che avrebbe contenuto i Pantano e trovano una cassa molto grande con la scritta V.F.: i Baudelaire capiscono che i loro amici sarebbero stati nascosti lì. Vanno allora a raccontare tutto ad Esmè, che chiede ai ragazzi di vedere la galleria. Arrivati alla soglia della galleria Esmè spinge i ragazzi facendoli cadere nel precipizio ed ammette di essere complice di Olaf. I ragazzi cadono in una rete ed Esmè li avvisa che lui ed Olaf sarebbero venuti a prenderli il prima possibile e se ne va soddisfatta. Allora Sunny con i denti scala la tromba dell'ascensore, lega la corda in modo sicuro e fa sì che i ragazzi possano scendere nel fondo del tunnel. Una volta scesi i ragazzi trovano un passaggio segreto e lo percorrono, fino ad arrivarne alla fine in una botola. Arrivati scoprono che il passaggio segreto conduce alla loro vecchia casa, ma i ragazzi non hanno tempo per pensare a questo fatto e si dirigono all'asta in, dove trovano Jerome e Poe. 
I ragazzi li supplicano di bloccare l'asta e di comprare il baule con la scritta V.F., ma gli adulti seccati non fanno nulla e i ragazzi decidono di comprare il lotto n. 50 ma scoprono con orrore che dentro non vi erano i Pantano ma dei fogli: V.F. stava infatti per veline fantasia. Gunther-Olaf scivola però su una di queste veline, mostrando il tatuaggio alla caviglia. Allora si dà alla fuga e sale in un furgone insieme ad Esmè ed una grande statua a forma di pesce che era stata messa all'asta pochi minuti prima. I Baudelaire si rendono conto con orrore che in quella statua si trovavano i Pantano, ma non riescono a fare nulla per fermare il furgone. Jerome a questo punto, sconvolto, dice ai ragazzi di essere disposto a restare il loro tutore, a patto che i ragazzi non avessero cercato Olaf o altri guai per salvare i loro amici Pantano. I ragazzi, delusi per il comportamento di Jerome, dicono di non poter accettare. A questo punto Poe è costretto a cercare loro una nuova famiglia e i ragazzi, sconsolati, si preparano ad affrontare altri sfortunati eventi.

## Citazioni
- Il nome Esmè Squalor fa riferimento a "9 Stories" di J.D. Salinger. Una di quelle storie si intitola "For Esmè - With Love and Squalor"

## Edizioni
- Lemony Snicket, L'ascensore ansiogeno, traduzione di Valentina Daniele, salani, 2002,  p. 218, ISBN 88-8451-173-9.